# Odd Grüner-Hegge

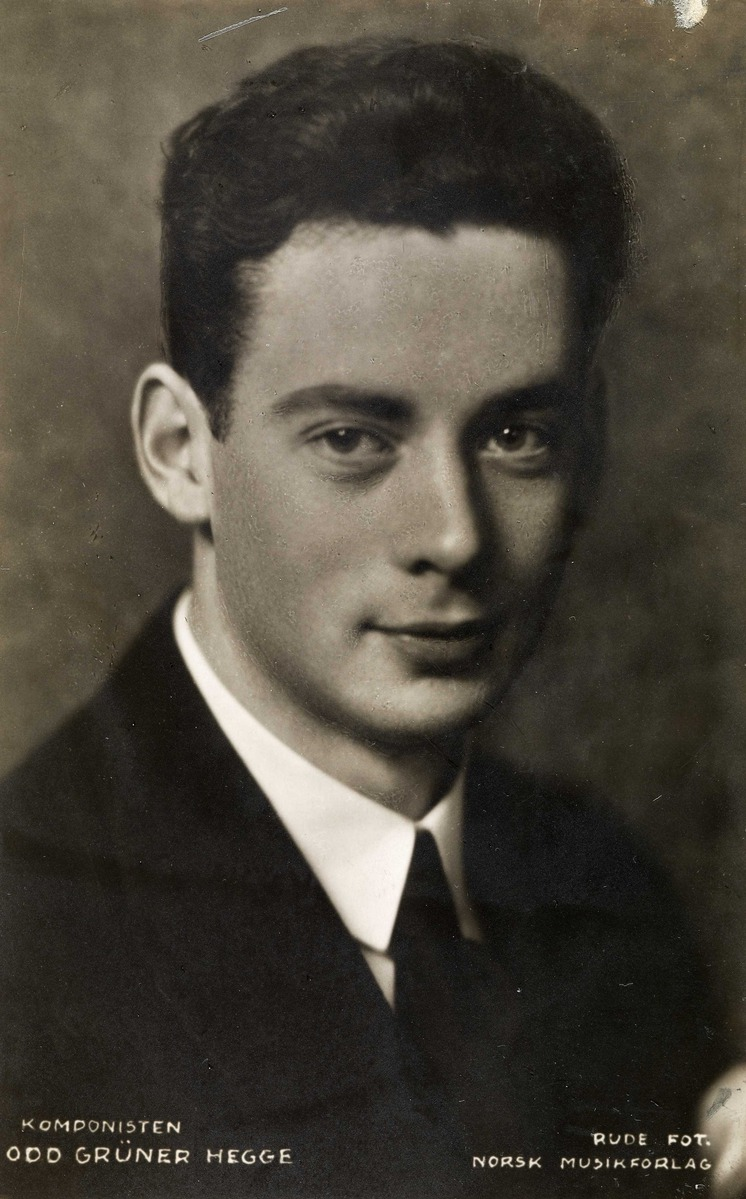
Odd Grüner-Hegge um 1935.

Odd Ragnar Grüner-Hegge (* 23. September 1899 in Kristiania; † 11. Mai 1973 in Oslo) war ein norwegischer Komponist, Pianist und Dirigent.
Grüner-Hegge studierte bei Fridtjof Backer-Grøndahl, Otto Winter-Hjelm und Felix Weingartner. Er debütierte 1918 als Pianist und war von 1931 bis 1961 Dirigent des Orchesters der Philharmonischen Gesellschaft in Oslo. Daneben wirkte er von 1934 bis 1935 am Nationaltheater und von 1961 bis 1969 an der Norwegischen Oper als Kapellmeister und trat als Gastdirigent in mehreren europäischen Städten auf. Er komponierte u. a. eine Violinsonate, eine Klaviersonate, ein Trio für Klavier, Violine und Cello und die Elegisk melodi für Streicher.